# Cubus
Cubus är en av Skandinaviens största modekedjor med cirka 300 butiker i sex länder. Cubus har cirka 3 500 anställda och är en del av Varner-Gruppen som består av tolv kedjor och har cirka 8 500 anställda i nio länder, med huvudkontor i Oslo.